# Ermita de Nuestra Señora de Guía (Sanlúcar de Barrameda)
La ermita de Nuestra Señora de Guía fue una ermita católica situada en el municipio español de Sanlúcar de Barrameda, en la andaluza provincia de Cádiz. Estaba en el actual Conjunto histórico-artístico y formaría parte la Ciudad-convento de Sanlúcar de Barrameda.
En 1597 el VII duque de Medina Sidonia, hizo donación del terreno y se fundó como hospital o enfermería para los marineros accidentados y ebrios, incorporándose al hospital de San Juan de Dios. Radicó en ella la cofradía de Nuestra Señora de Guía, que realizaba procesión anual el día del Dulce Nombre de María (12 de septiembre), por la carrera de la playa, en que las embarcaciones fondeadas se decoraban con flámulas y gallardetes y lanzaban salvas al paso de la imagen de la Virgen. En la segunda mitad del siglo XVIII, faltando el objeto de su institución hospitalaria, seguía en poder de los religiosos de San Juan de Dios como mera ermita. 